# Triángulo humerotricipital
El triángulo humerotricipital o de Avelino Gutiérrez es un espacio vasculonervioso que se sitúa entre el húmero y la escápula. Junto con el cuadrilátero humerotricipital y el triángulo omotricipital participan en la comunicación de la fosa axilar con el compartimiento posterior del brazo.
El triángulo comprende el hueso húmero y los músculos: redondo mayor y cabeza larga del tríceps. Está delimitado arriba por el redondo mayor, lateralmente por el húmero y medialmente por la cabeza larga del tríceps. Se le atribuye el paso del nervio radial y la arteria circunfleja escapular, hacia el compartimiento posterior del brazo.